# Carmen Soliman

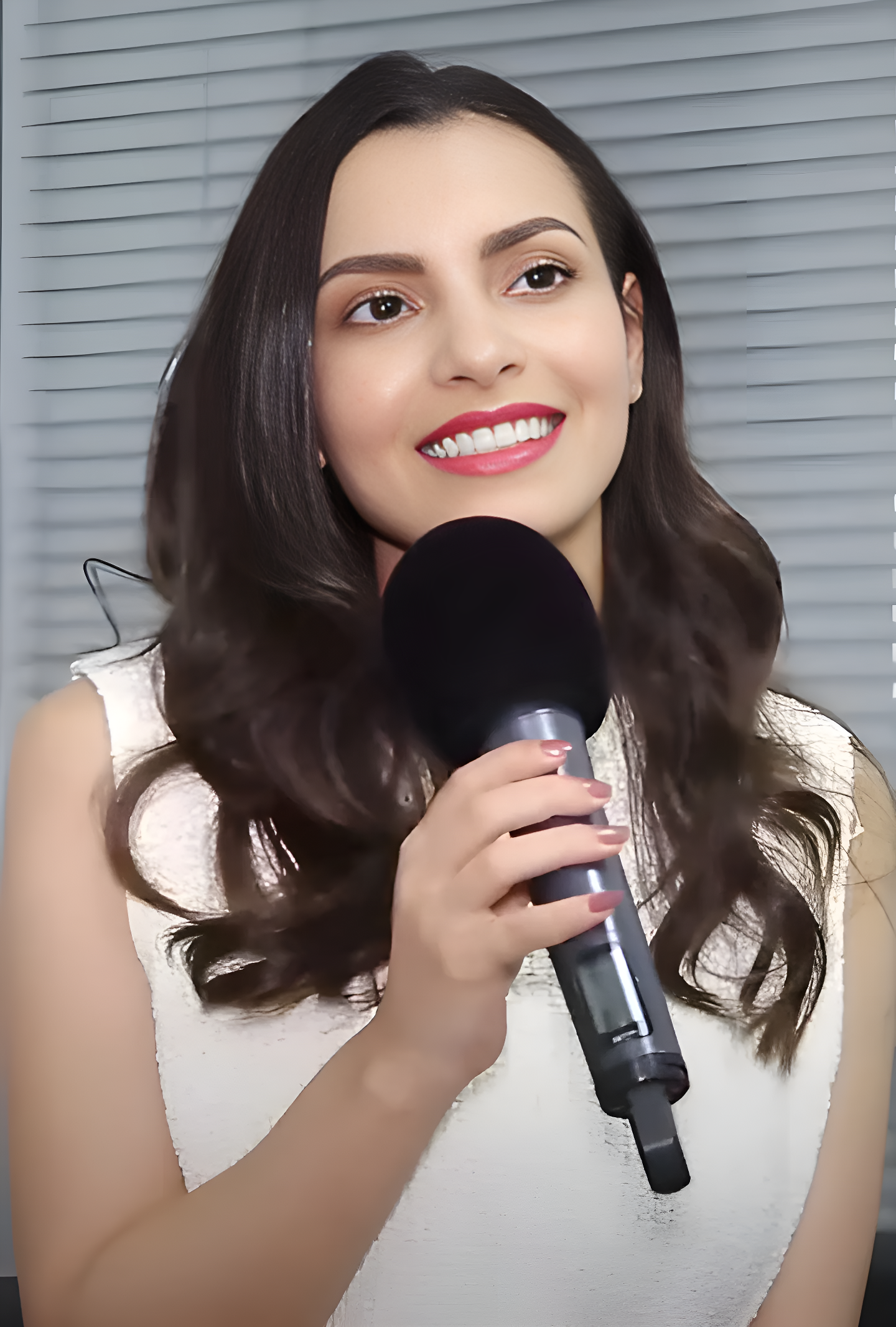
Carmen Soliman (2018)

Carmen Soliman (arabisch كارمن سليمان; * 7. Oktober 1994 in Kairo) ist eine ägyptische Popsängerin.

## Leben und Wirken
Sie belegte 2012 den ersten Platz in der ersten Staffel der Talentshow „Arab Idol“ (der arabischen Version von „Pop Idol“) und erreichte binnen kurzer Zeit Berühmtheit in der arabischen Welt.
Carmens erste Single „Kalam Kalam“ wurde im März 2013 veröffentlicht. Anfang 2014 erschien ihr Debütalbum „Akhbari“ bei Platinum Records. Es folgten eine Reihe von Singles. 2016 sang sie für die arabische Version des Disney-Animationsfilms Vaiana die Gesangsstimme der Titelheldin.

## Diskografie

### Alben
- 2013: Akhbari

### EPs
- 2024: Fe Zahmet El Donia
- 2024: Habayeb Albi

### Singles (Auswahl)
- 2013: Habibi Mosh Habibi
- 2019: Bassatak
- 2020: Leena Ra2sa
- 2021: Hobak Enta (mit Zouhair Bahaoui)
- 2021: One More Dance (mit R3hab)
- 2023: Ya Gamalak